# Moteur M Renault-Nissan
Le moteur M chez Renault, connu également sous le nom moteur MR chez Nissan est un moteur thermique automobile à combustion interne, quatre temps, avec 4 cylindres en ligne alésés directement dans le bloc en aluminium, refroidi par eau, doté d'un vilebrequin 5 paliers, avec 2 arbres à cames en tête entraînés par une chaîne de distribution. Il est coiffé d'une culasse en aluminium et est fabriqué par Renault et Nissan. Ce moteur existe en versions essence et diesel.

## Présentation
Cette section ne s'appuie pas, ou pas assez, sur des sources secondaires ou tertiaires indépendantes du sujet.

Pour l'améliorer, ajoutez-en, ou placez des modèles {{Source secondaire souhaitée}} ou {{Source secondaire nécessaire}} sur les passages mal sourcés. (février 2025)
Le « moteur M » est l'un des premiers moteurs intégralement issu d'un développement commun entre Renault et Nissan avec le moteur H. Il est utilisé pour la première fois chez Renault en 2006, sous le capot de la Clio III, en version M4R (2.0 16v 140). Il a pour vocation de remplacer progressivement chez Renault les « moteur F » apparu au début des années 1980 sur les Renault 9 et Renault 11, ainsi que le « moteur G » apparu sur la Laguna I au milieu des années 1990. Le moteur F continuera pourtant sa carrière en parallèle pendant quelques années, les F4R et F4Rt continuant d'être utilisés sur Clio III RS et Mégane III RS 
La première variante diesel (type M9R) apparaît sur la Laguna II phase 2. Il s'agit du 2.0 dCi qui doit remplacer le 1.9 dCi (F9Q) et le 2.2 dCi (G9T).
Contrairement à la Laguna III, qui en diesel avait un 2.0dCi (M9R) dégonflé à 130ch, le 1.9dCi 130 (F9Q) de la Mégane III sera finalement remplacé par le « moteur R », le 1.6dCi 130 (R9M), en milieu de carrière.
En décembre 2010, le 2.3 dCi (type M9T) est commercialisé, en remplacement du 2.5 dCi (type G9U), sur les Renault Master III, Nissan Interstar II, et Opel/Vauxhall Movano II.
La Clio IV RS est commercialisée en 2013, elle est équipée du 1.6 TCe (M5Mt), développant 200 ch.
Le nouveau bloc 2.0 Blue dCi reçoit à partir de septembre 2018 le système de dépollution SCR-AdBlue.

## Les différentes cylindrées
| Appellations commerciales   | 2.0 dCi                            | 2.0 dCi                            | 2.0 dCi                            | 2.0 dCi                            | 2.0 dCi                            | 2.0 dCi                            | 2.0 dCi                            | 2.0 dCi                            | 2.0 Blue dCi                             | 2.0 Blue dCi                             | 2.3 dCi                                             | 2.3 dCi                                             | 2.3 dCi                                             | 2.3 dCi                                             | 2.3 dCi                                             | 2.3 dCi                                             |
| --------------------------- | ---------------------------------- | ---------------------------------- | ---------------------------------- | ---------------------------------- | ---------------------------------- | ---------------------------------- | ---------------------------------- | ---------------------------------- | ---------------------------------------- | ---------------------------------------- | --------------------------------------------------- | --------------------------------------------------- | --------------------------------------------------- | --------------------------------------------------- | --------------------------------------------------- | --------------------------------------------------- |
| Types moteurs               | M9R                                | M9R                                | M9R                                | M9R                                | M9R                                | M9R                                | M9R                                | M9R                                | M9R                                      | M9R                                      | M9T                                                 | M9T                                                 | M9T                                                 | M9T                                                 | M9T                                                 | M9T                                                 |
| Cylindrée                   | 1 995 cm3                          | 1 995 cm3                          | 1 995 cm3                          | 1 995 cm3                          | 1 995 cm3                          | 1 995 cm3                          | 1 995 cm3                          | 1 995 cm3                          | 1 997 cm3                                | 1 997 cm3                                | 2 298 cm3                                           | 2 298 cm3                                           | 2 298 cm3                                           | 2 298 cm3                                           | 2 298 cm3                                           | 2 298 cm3                                           |
| Alésage (mm) / course (mm)  | 84 x 90                            | 84 x 90                            | 84 x 90                            | 84 x 90                            | 84 x 90                            | 84 x 90                            | 84 x 90                            | 84 x 90                            | 85 x 88                                  | 85 x 88                                  | 85 x 101,3                                          | 85 x 101,3                                          | 85 x 101,3                                          | 85 x 101,3                                          | 85 x 101,3                                          | 85 x 101,3                                          |
| Nombre cylindres / soupapes | 4 cylindres / 16 soupapes          | 4 cylindres / 16 soupapes          | 4 cylindres / 16 soupapes          | 4 cylindres / 16 soupapes          | 4 cylindres / 16 soupapes          | 4 cylindres / 16 soupapes          | 4 cylindres / 16 soupapes          | 4 cylindres / 16 soupapes          | 4 cylindres / 16 soupapes                | 4 cylindres / 16 soupapes                | 4 cylindres / 16 soupapes                           | 4 cylindres / 16 soupapes                           | 4 cylindres / 16 soupapes                           | 4 cylindres / 16 soupapes                           | 4 cylindres / 16 soupapes                           | 4 cylindres / 16 soupapes                           |
| Énergie                     | Diesel                             | Diesel                             | Diesel                             | Diesel                             | Diesel                             | Diesel                             | Diesel                             | Diesel                             | Diesel                                   | Diesel                                   | Diesel                                              | Diesel                                              | Diesel                                              | Diesel                                              | Diesel                                              | Diesel                                              |
| Alimentation                | Turbocompressé                     | Turbocompressé                     | Turbocompressé                     | Turbocompressé                     | Turbocompressé                     | Turbocompressé                     | Turbocompressé                     | Turbocompressé                     | Turbocompressé                           | Turbocompressé                           | Turbocompressé                                      | Turbocompressé                                      | Turbocompressé                                      | Turbocompressé                                      | Turbocompressé                                      | Turbocompressé                                      |
| Puissance max (ch DIN)      | 90 ch à 3 500 tr/min               | 115 ch à 3 500 tr/min              | 130 ch à 4 000 tr/min              | 150 ch à 4 000 tr/min              | 160 ch à 3 750 tr/min              | 165 ch à 3 750 tr/min              | 173/175 ch à 3 750 tr/min          | 178/180 ch à 3 750 tr/min          | 160 ch à 4 000 tr/min                    | 200 ch à 4 000 tr/min                    | 100 ch à 3 500 tr/min                               | 110 ch à 3 500 tr/min                               | 125 ch à 3 500 tr/min                               | 135 ch à ??tr/min                                   | 148 ch à 3 500 tr/min                               | 165 ch à ??tr/min                                   |
| Couple max (N m)            | 260 N m à 1 500 tr/min             | 300 N m à 1 500 tr/min             | 320 N m à 2 000 tr/min             | 320/340 N m à 2 000 tr/min         | 380 N m à 2 000 tr/min             | 380 N m à 2 000 tr/min             | 360 N m à 2 000 tr/min             | 400 N m à 2 000 tr/min             | 360 N m à 1 500 tr/min                   | 400 N m à 1 750 tr/min                   | 285 N m à 1 500 tr/min                              | 285 N m à 1 250 tr/min                              | 310 N m à 1 500 tr/min                              | 340 N m à 1 500 tr/min                              | 350 N m à 1 500 tr/min                              | 360 N m à 1 500 tr/min                              |
| Norme de dépollution        |                                    |                                    |                                    |                                    |                                    |                                    |                                    |                                    | Euro 6d-Temp                             | Euro 6d-Temp                             |                                                     |                                                     |                                                     |                                                     |                                                     |                                                     |
| Utilisateurs                | Renault - Nissan - Opel - Vauxhall | Renault - Nissan - Opel - Vauxhall | Renault - Nissan - Opel - Vauxhall | Renault - Nissan - Opel - Vauxhall | Renault - Nissan - Opel - Vauxhall | Renault - Nissan - Opel - Vauxhall | Renault - Nissan - Opel - Vauxhall | Renault - Nissan - Opel - Vauxhall | Renault - Nissan - Fiat - Renault Trucks | Renault - Nissan - Fiat - Renault Trucks | Renault - Nissan - Opel - Vauxhall - Renault Trucks | Renault - Nissan - Opel - Vauxhall - Renault Trucks | Renault - Nissan - Opel - Vauxhall - Renault Trucks | Renault - Nissan - Opel - Vauxhall - Renault Trucks | Renault - Nissan - Opel - Vauxhall - Renault Trucks | Renault - Nissan - Opel - Vauxhall - Renault Trucks |

| Appellations commerciales   | 1.6 TCe                   | 1.6 TCe                         | 1.6 TCe                         | 1.6 TCe                         | 1.8 TCe                   | 1.8 TCe                   | 1.8 TCe                   | 2.0 16v                   | 2.0 16v                   | 2.0 16v                   | 2.0 16v                   |
| --------------------------- | ------------------------- | ------------------------------- | ------------------------------- | ------------------------------- | ------------------------- | ------------------------- | ------------------------- | ------------------------- | ------------------------- | ------------------------- | ------------------------- |
| Types moteurs               | M5Mt                      | M5Mt                            | M5Mt                            | M5Mt                            | M5Pt                      | M5Pt                      | M5Pt                      | M4R                       | M4R                       | M4R                       | M4R                       |
| Cylindrée                   | 1 618 cm3                 | 1 618 cm3                       | 1 618 cm3                       | 1 618 cm3                       | 1 798 cm3                 | 1 798 cm3                 | 1 798 cm3                 | 1 997 cm3                 | 1 997 cm3                 | 1 997 cm3                 | 1 997 cm3                 |
| Alésage (mm) / course (mm)  | 79,7 × 81,1               | 79,7 × 81,1                     | 79,7 × 81,1                     | 79,7 × 81,1                     | 79,7 x 90,1               | 79,7 x 90,1               | 79,7 x 90,1               | 84 × 90,1                 | 84 × 90,1                 | 84 × 90,1                 | 84 × 90,1                 |
| Nombre cylindres / soupapes | 4 cylindres / 16 soupapes | 4 cylindres / 16 soupapes       | 4 cylindres / 16 soupapes       | 4 cylindres / 16 soupapes       | 4 cylindres / 16 soupapes | 4 cylindres / 16 soupapes | 4 cylindres / 16 soupapes | 4 cylindres / 16 soupapes | 4 cylindres / 16 soupapes | 4 cylindres / 16 soupapes | 4 cylindres / 16 soupapes |
| Énergie                     | Essence                   | Essence                         | Essence                         | Essence                         | Essence                   | Essence                   | Essence                   | Essence                   | Essence                   | Essence                   | Essence                   |
| Alimentation                | Turbocompressé            | Turbocompressé                  | Turbocompressé                  | Turbocompressé                  | Turbocompressé            | Turbocompressé            | Turbocompressé            | Atmosphérique             | Atmosphérique             | Atmosphérique             | Atmosphérique             |
| Puissance max (ch DIN)      | 150 ch à 5 200 tr/min     | 163 ch à 5 600 tr/min           | 200 ch à 6 000 tr/min           | 220 ch à 6 250 tr/min           | 252 ch à 6 000 tr/min     | 225 ch à 5 600 tr/min     | 280 ch à 6 000 tr/min     | 135/136 ch à 5 500 tr/min | 139 ch à 6 000 tr/min     | 140 ch à 5 500 tr/min     | 143 ch à 6 000 tr/min     |
| Couple max (N m)            | 220 N m à 1 750 tr/min    | 240 N m de 2 000 à 4 000 tr/min | 240 N m de 1 750 à 5 600 tr/min | 260 N m de 2 000 à 5 700 tr/min | 320 N m de 2 500 tr/min   | 300 N m de 1 750 tr/min   | 390 N m à 2 400 tr/min    | 191 N m à 3 750 tr/min    | 194 N m à 3 750 tr/min    | 194 N m à 3 750 tr/min    | 195 N m à 3 850 tr/min    |
| Norme de dépollution        |                           |                                 |                                 |                                 |                           |                           |                           |                           |                           |                           |                           |
| Utilisateurs                | Renault - Nissan          | Renault - Nissan                | Renault - Nissan                | Renault - Nissan                | Alpine                    | Renault Espace V          | Renault Mégane 4 RS       |                           |                           |                           |                           |